# Горетово (Можайский район)
Горетово — деревня в Можайском районе Московской области в составе сельского поселения Горетовское. Население — 1040 чел. (2010), в деревне числятся 13 улиц и переулок. Действуют средняя школа, библиотека, детский сад № 6, Дом культуры. До 2006 года Горетово входило в состав Глазовского сельского округа.

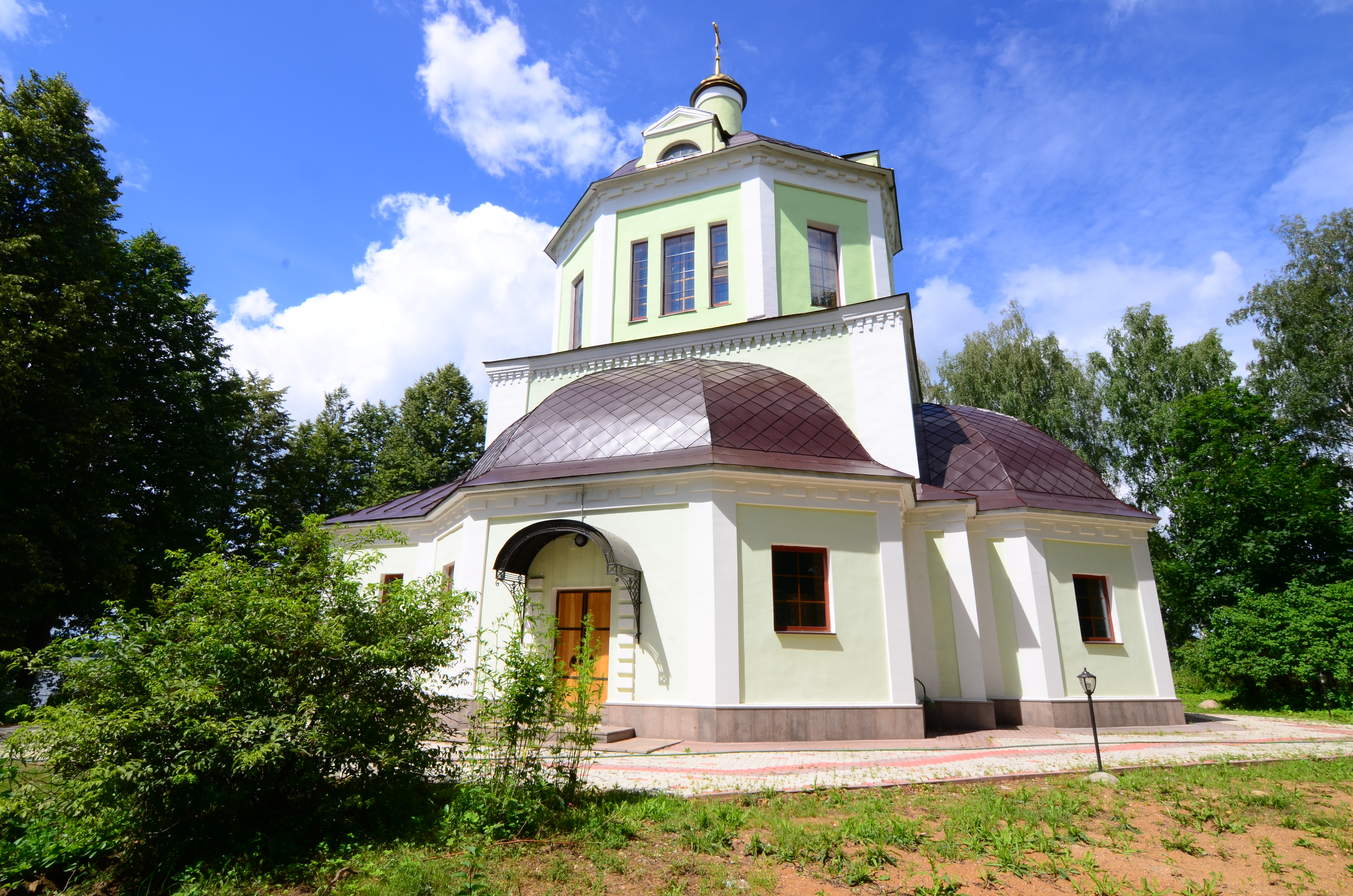
Церковь Троицы Живоначальной в Горетово

Известна в истории как усадьба, куда был сослан в 1758 году государственный канцлер граф Алексей Петрович Бестужев-Рюмин. От дворянской усадьбы сохранились двухэтажный флигель первой четверти XIX века, пейзажный парк с прудами и действующая Троицкая церковь 1737 года постройки. В Троицкой церкви с 1909 по день ареста в марте 1933 года служил иерей Михаил Марков, канонизированный Священным синодом Русской православной церкви в 2004 году в лике священномученика.
Деревня расположена на севере центральной части района, примерно в 15 км к северо-западу от Можайска, на восточном берегу Можайского водохранилища, высота центра над уровнем моря 190 м. Ближайшие населённые пункты —
Через деревню проходит региональная автодорога 46Н-05488 Тетерино — Поречье. Автобусное сообщение с Можайском.

## Население
| 2002 | 2006  | 2010  |
| ---- | ----- | ----- |
| 1096 | ↗1139 | ↘1040 |